# Aldeanueva del Camino
Pour les articles homonymes, voir Aldeanueva.
Aldeanueva del Camino est une commune espagnole de la communauté autonome d'Estrémadure, située au nord de la province de Cáceres, dans la vallée d'Ambroz. 

## Symboles
Le blason d'Aldeanueva a été approuvé par l'ordonnance du 2 juin 1993 ainsi que le drapeau municipal par la mairie d'Aldeanueva del Camino, publié dans le Journal Officiel d'Estrémadure le  15 juin 1993.

## Géographie
Aldeanueva del Camino est à mi-chemin d'Abadía et Hervás. Elle est traversée à la fois par la N-630 (es) (Ruta de la Plata) et l'autoroute A-66 de la Via de la plata depuis 2008.
|                      | Nord: El Cerro      |                                    |
| Ouest: Abadía        | rose des vents      | Est: Hervás et Baños de Montemayor |
| Sud-Ouest: La Granja | Sud: Segura de Toro | Sud-Est: Gargantilla               |

### Météo et climat
Aldeanueva del Camino possède un climat méditerranéen chaud avec été sec (Csb) selon la classification de Köppen-Geiger. Sur l'année, la température moyenne à Aldeanueva del Camino est de 12,2 °C et les précipitations sont en moyenne de 383,5 mm. À titre de comparaison à Madrid, la température moyenne annuelle est de 15,5 °C et les précipitations sont en moyenne de 398,6 mm. Les meilleurs mois pour visiter Aldeanueva del Camino sont juillet et août.

## Histoire

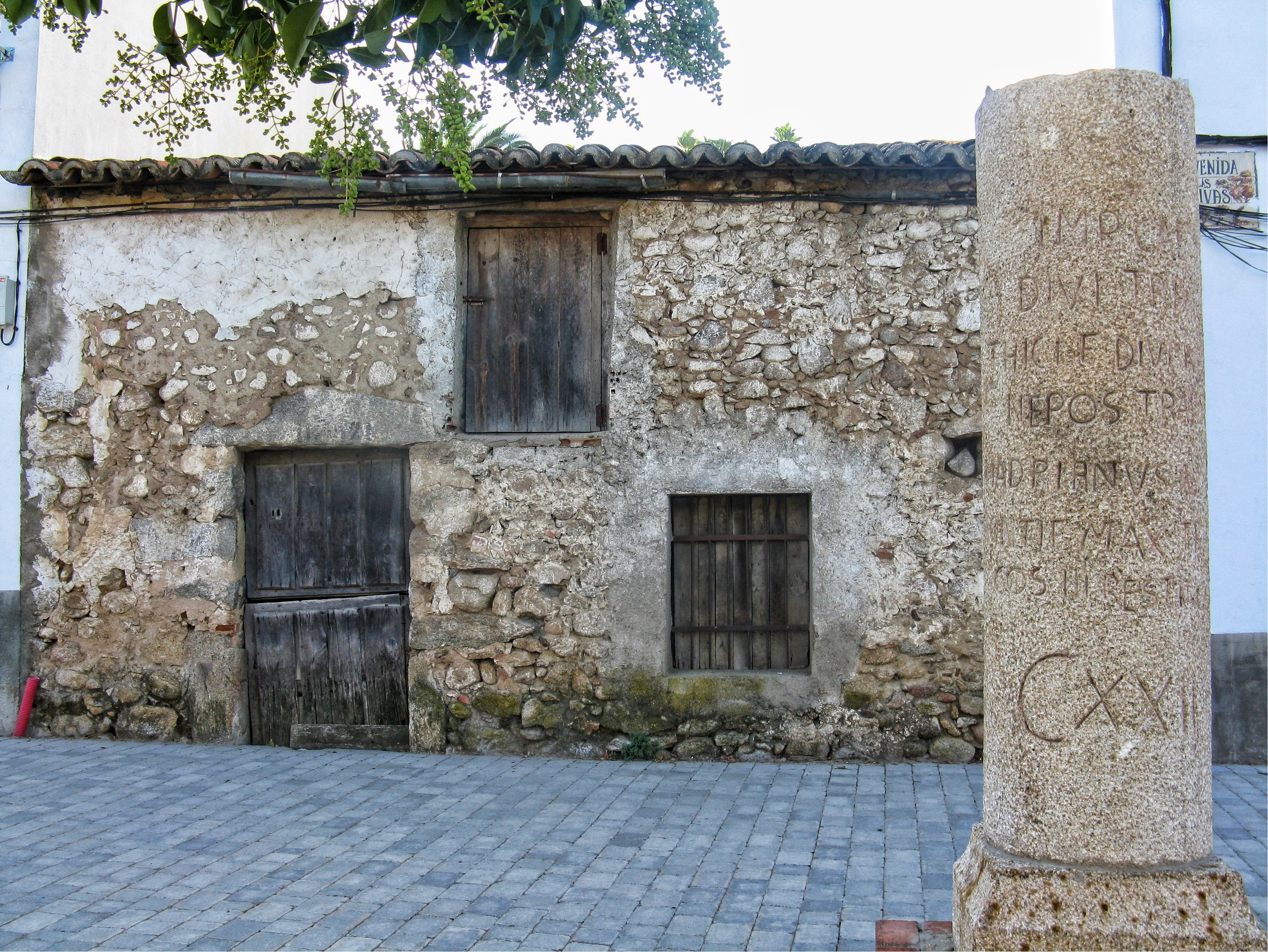
Maison typique d'Aldeanueva del Camino

### Fondation
La commune d'Aldeanueva del Camino prend ses origines dans un campement romain fondé par Caecilius Metellus. Géographiquement située sur la Route de l'argent, les Romains y trouvèrent un lieu pour s'établir et se reposer, tandis qu'ils transportaient leurs bœufs et chargements de village en village. En témoignent certains vestiges romains visibles comme les ponts. On trouve aussi sur la commune des pierres funéraires, inscriptions et même des stèles pré-romaines.

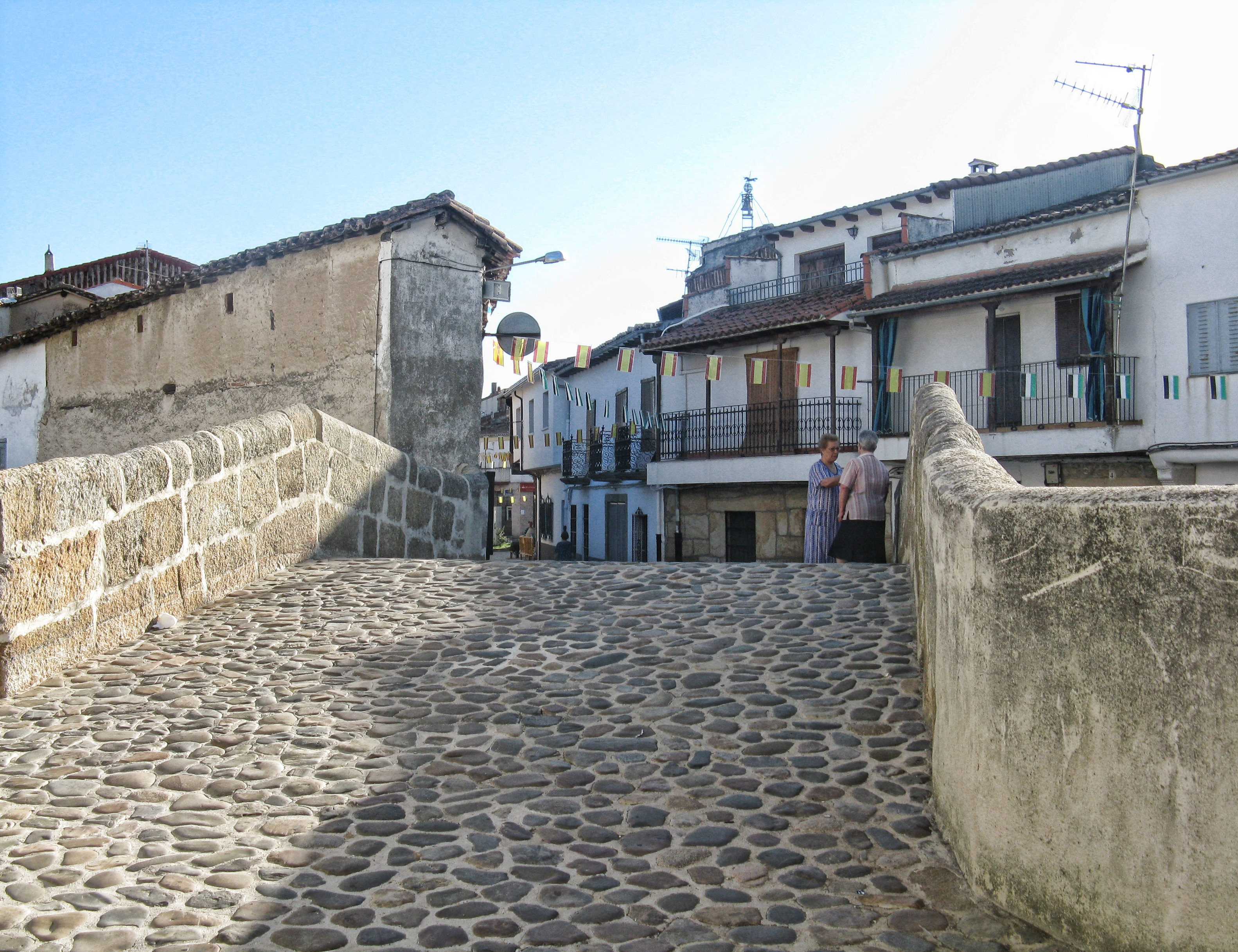
Pont romain sur la Garganta de la Buitrera.

### Époque arabe et Reconquista
Avec la conquête musulmane de la péninsule Ibérique, Aldeanueva del Camino souffrit de nombreuses attaques et se trouva dépeuplée et détruite, à partir du VIIe siècle et durant plus de 300 ans, jusqu'à ce qu'Alphonse VIII reprenne la ville de Plasence pour le royaume de Castille. 
À la suite de la Reconquista, Aldeanueva sera divisée en deux localités dépendant chacune d'un royaume ; respectivement la « Casa de Aldeanueva » pour le Royaume de Castille et « Aldeanueva del Camino » pour le Royaume de Léon. La ligne de séparation des deux localités était alors la voie romaine. La partie correspondant à Léon a été octroyée au duché d'Albe de Tormes et au diocèse de Coria-Cáceres, division ecclésiastique qui marquera à jamais Aldeanueva del Camino.
En 1438, La reine Marie D'Aragon, épouse de Jean II de Castille, présenta la Charte de peuplement qui, en 1492, fut approuvée par les Rois catholiques à Santa Fe et, plus tard, en 1518, par Jeanne I de Castilla à Valladolid. D'autre part, la ville subit l'expulsion de sa communauté juive, comme l'attestent des documents d'époque et plusieurs actes de l'Inquisition découverts au monastère royal de Santa María de Guadalupe. 

### XIXesiècle
Lors de la guerre d'indépendance espagnole, le 8 avril 1808, Aldeanueva fut saccagée et incendiée par les troupes françaises du maréchal Masséna.
À la suite de la bataille de Talavera, les troupes anglo-portugaises marchèrent en direction du Portugal. Le 1er août 1809, le général Robert Wilson, qui se trouvait à Baños de Montemayor, observa une colonne du 6e corps de Ney commandée par Soult qui rentrait à Salamanque. Il décida de lutter pour bloquer les Français avec deux compagnies espagnoles tandis que le lieutenant-colonel Grant (en) et la garde avancée se positionnèrent à Aldeanueva del Camino. L'avant-garde française dirigée par le général Lorcet rencontra Wilson le 12 août 1809 et s'empara de la position lors des premiers affrontements. C'est la bataille du col de Baños (en) se soldant par la défaite des troupes de Wilson.  
En 1834, un décret royal réunifie les deux localités . 
En 1835, lors de la première guerre carliste, la localité est une nouvelle fois incendiée et la population massacrée par les troupes carlistes en raison de son attachement à Isabel II.         
En 1875, la voie ferrée de la Via de la Plata (es)  connecte Aldeanueva del Camino.

### XXesiècle
Le fait marquant du XXe siècle est la croissance de sa population liée à l'industrie du piment (AOP).
En 1985, le train cessa de desservir les passagers d'Aldeanueva del Camino puisque la portion Plasencia-Astorga du chemin de fer de la Via de la Plata (es) ferma, puis en 1996 ferma la ligne de transport de marchandises. Il est prévu de substituer la ligne de chemin de fer par un sentier ferroviaire sur une distance de 48,5 km entre Plasencia et Béjar.

## Démographie
La population d'Aldeanueva del Camino se situa autour des 2 000 habitants jusqu'aux années 1960, lorsque la tendance déclina, :
| Total | Femme | Homme |
| ----- | ----- | ----- |
|       |       |       |

## Économie
Évolution du chômage Aldeanueva del Camino (Cáceres). En mai 2018, le nombre de chômeurs est de 56 personnes, notamment ce sont les personnes de plus de 45 ans qui sont touchées (37 personnes), suivies des 25-44 ans (15 personnes) et des moins de 25 ans (4 personnes) :
| Date     | Taux de chômage | Nb de chômeurs inscrits | Population totale |                       | Chômage selon le sexe, l'âge, et le secteur d'activité | Chômage selon le sexe, l'âge, et le secteur d'activité | Chômage selon le sexe, l'âge, et le secteur d'activité | Chômage selon le sexe, l'âge, et le secteur d'activité | Chômage selon le sexe, l'âge, et le secteur d'activité | Chômage selon le sexe, l'âge, et le secteur d'activité | Chômage selon le sexe, l'âge, et le secteur d'activité | Chômage selon le sexe, l'âge, et le secteur d'activité | Chômage selon le sexe, l'âge, et le secteur d'activité | Chômage selon le sexe, l'âge, et le secteur d'activité | Chômage selon le sexe, l'âge, et le secteur d'activité | Chômage selon le sexe, l'âge, et le secteur d'activité |
| Mai 2018 | 18,96%          | 56                      | 754               | Mai 2018              | Mai 2018                                               | Mai 2018                                               | Mai 2018                                               | Mai 2018                                               | Mai 2018                                               | Mai 2018                                               | Mai 2018                                               | Mai 2018                                               | Mai 2018                                               | Mai 2018                                               | Mai 2018                                               |                                                        |
| 2017     | 20,75%          | 61                      | 754               | Commune               | Total                                                  | Sexe et âge                                            | Sexe et âge                                            | Sexe et âge                                            | Sexe et âge                                            | Sexe et âge                                            | Sexe et âge                                            | Secteur                                                | Secteur                                                | Secteur                                                | Secteur                                                |                                                        |
| 2016     | 26,38%          | 83                      | 791               | Commune               | Total                                                  | Homme                                                  | Homme                                                  | Homme                                                  | Femme                                                  | Femme                                                  | Femme                                                  | Industrie                                              | Construction                                           | Services                                               | Sans emploi antérieur                                  |                                                        |
| 2015     | 26,57%          | 83                      | 791               | Commune               | Total                                                  | <25                                                    | 25-44                                                  | >=45                                                   | <25                                                    | 25-44                                                  | >=45                                                   | Industrie                                              | Construction                                           | Services                                               | Sans emploi antérieur                                  |                                                        |
| 2014     | 32,83%          | 102                     | 796               | Aldeanueva del camino | 56                                                     | 3                                                      | 3                                                      | 16                                                     | 1                                                      | 12                                                     | 21                                                     | 8                                                      | 8                                                      | 37                                                     | 3                                                      |                                                        |
| 2013     | 33,30%          | 104                     | 797               |                       |                                                        |                                                        |                                                        |                                                        |                                                        |                                                        |                                                        |                                                        |                                                        |                                                        |                                                        |                                                        |
| 2012     | 32,90%          | 102                     | 799               |                       |                                                        |                                                        |                                                        |                                                        |                                                        |                                                        |                                                        |                                                        |                                                        |                                                        |                                                        |                                                        |
| 2011     | 34,09%          | 105                     | 784               |                       |                                                        |                                                        |                                                        |                                                        |                                                        |                                                        |                                                        |                                                        |                                                        |                                                        |                                                        |                                                        |
| 2010     | 27,17%          | 83                      | 797               |                       |                                                        |                                                        |                                                        |                                                        |                                                        |                                                        |                                                        |                                                        |                                                        |                                                        |                                                        |                                                        |
| 2009     | 21,78%          | 66                      | 800               |                       |                                                        |                                                        |                                                        |                                                        |                                                        |                                                        |                                                        |                                                        |                                                        |                                                        |                                                        |                                                        |
| 2008     | 20,44%          | 59                      | 789               |                       |                                                        |                                                        |                                                        |                                                        |                                                        |                                                        |                                                        |                                                        |                                                        |                                                        |                                                        |                                                        |
| 2007     | 13,32%          | 33                      | 795               |                       |                                                        |                                                        |                                                        |                                                        |                                                        |                                                        |                                                        |                                                        |                                                        |                                                        |                                                        |                                                        |
| 2006     | 15,81%          | 46                      | 830               |                       |                                                        |                                                        |                                                        |                                                        |                                                        |                                                        |                                                        |                                                        |                                                        |                                                        |                                                        |                                                        |

## Politique et administration
| Période                                  | Période  | Identité                       | Étiquette                              | Qualité |
| ---------------------------------------- | -------- | ------------------------------ | -------------------------------------- | ------- |
| Les données manquantes sont à compléter. |          |                                |                                        |         |
| 1979                                     |          | José Antonio Vallejo Rodriguez | UCD-Unión de Centro Democrático        |         |
| 1983                                     |          | Julio García Arroyo            |                                        |         |
| 1987                                     |          |                                |                                        |         |
| 1991                                     |          |                                |                                        |         |
| 1995                                     |          |                                |                                        |         |
| 1999                                     |          | Dionisio Castillejos Rodríguez | PSOE-Partido Socialista Obrero Español |         |
| 2003                                     |          | Dionisio Castillejos Rodríguez | PSOE-Partido Socialista Obrero Español |         |
| 2007                                     |          | Dionisio Castillejos Rodríguez | PSOE-Partido Socialista Obrero Español |         |
| 2011                                     |          | Dionisio Castillejos Rodríguez | PSOE-Partido Socialista Obrero Español |         |
| 2015                                     | En cours | Maria Teresa Herrero Rubio     | PSOE-Partido Socialista Obrero Español |         |

### Installations publiques
Les installations publiques de la commune se composent de :
- une salle de sport municipale & un court de padel - C/ Las Olivas (Campo de futbol) ;

- une salle polyvalente et une bibliothèque municipale - C/ Gabriel y Galán, s/n ;

- la mairie d'Aldeanueva del Camino - C/ Severiano Masides, 18.

## Fêtes locales

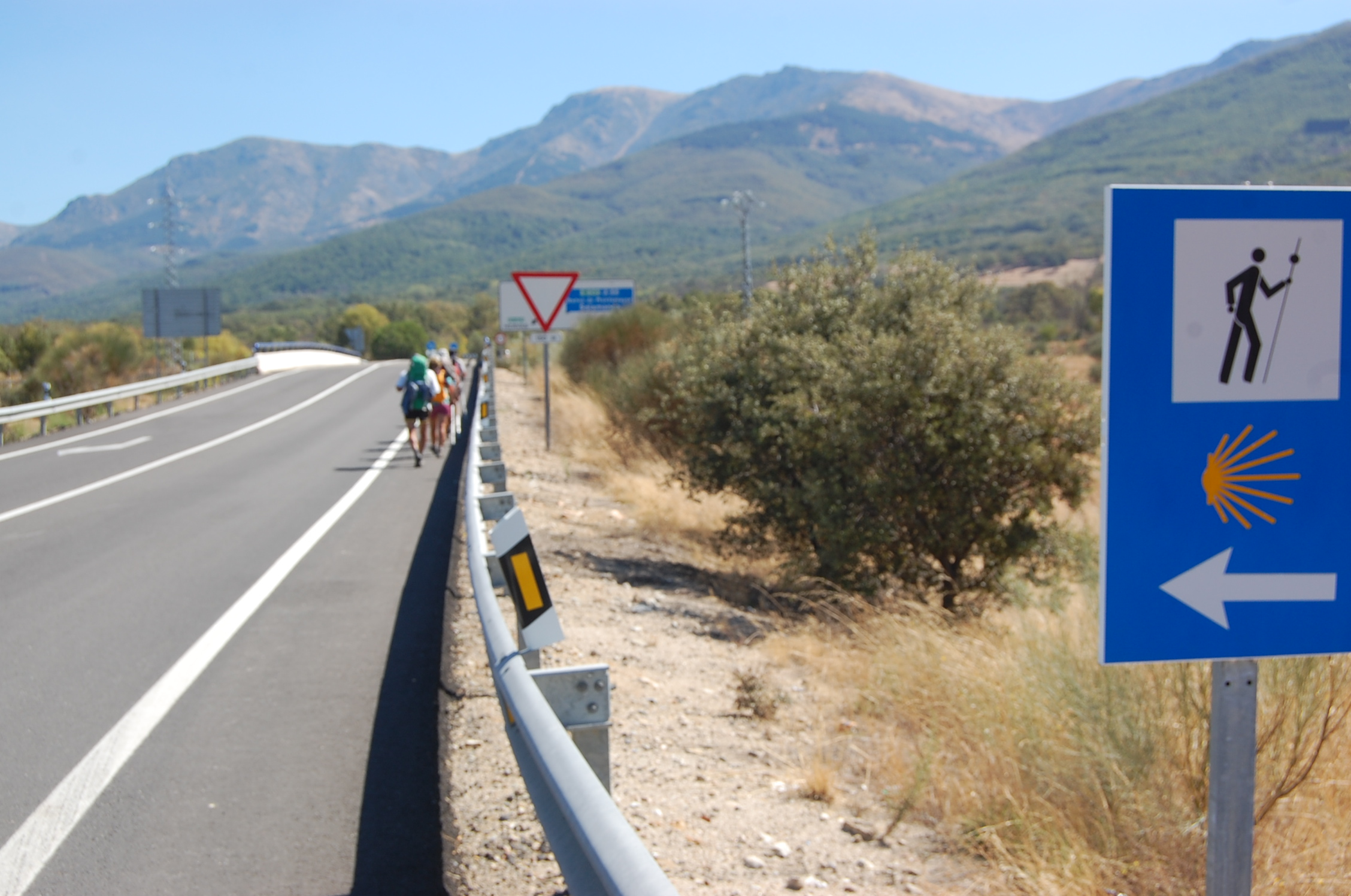
Pèlerins du chemin de Compostelle au nord-est d'Aldeanueva del Camino.

Les fêtes locales d'Aldeanueva del Camino sont :
- San Blas, du 3 au 5 février. Les habitants portent par tradition les rubans de Saint Blaise durant ces fêtes hivernales, participent à la procession du saint patron de la commune suivie de la célébration de la sainte messe et de la dégustation d'un ponche accompagné de douceurs typiques
- Romería. Lors du second samedi de mai, les communes d'Aldeanueva del Camino et de Valdematanza organisent une procession avec les images respectives lors de la Romería.
- La semaine culturelle, instituée depuis 1983 sur l'initiative du maire de l'époque, Julio García Arroyo durant la semaine du 15 août.
- Natividad de Nuestra Señora, du 8 au 10 septembre.